# Бриње (Мен и Лоара)
Бриње (фр. Brigné) насеље је и општина у западној Француској у региону Лоара, у департману Мен и Лоара која припада префектури Сомир.
По подацима из 2011. године у општини је живело 417 становника, а густина насељености је износила 28,5 становника/km². Општина се простире на површини од 14,63 km². Налази се на средњој надморској висини од 75 метара (максималној 90 m, а минималној 40 m).

## Демографија
| 1962. | 1968. | 1975. | 1982. | 1990. | 1999. | 2011. |
| ----- | ----- | ----- | ----- | ----- | ----- | ----- |
| 304   | 347   | 306   | 307   | 294   | 316   | 417   |

График промене броја становника у току последњих година